# Arraincourt
Arraincourt é uma comuna francesa na região administrativa de Grande Leste, no departamento de Mosela. Estende-se por uma área de 4,74 km². Em 2010 a comuna tinha 128 habitantes (densidade: 27 hab./km²).